# La Chaise-Baudouin
La Chaise-Baudouin es una población y comuna francesa, situada en la región de Baja Normandía, departamento de Mancha, en el distrito de Avranches y cantón de Brécey.

## Toponimia
El nombre de La Chaise-Baudouin, también conocido como Chèze-Baudouin, hace referencia a una antigua casa solariega, Casa Balduini. La palabra «Casa», de la que deriva el término «Chaize», aquí tiene el significado de morada o alojamiento. El dueño del lugar fue Baudouin de Meules, un señor feudal normando del siglo XI.

## Geografía
La Chaise-Baudouin se encuentra en la parte normanda del macizo Armoricano, en el sur de Cotentin. El pueblo está situado a 9 kilómetros al sur de Villedieu-les-Poêles-Rouffigny, y a 16 kilómetros al norte de Avranches. Parte del pueblo es atravesado por la autopista A84.

## Historia
El pueblo de La Chaise Baudouin tiene su origen en la donación de terrenos realizada por Guillermo I el Conquistador a su vasallo Balduino de Meules en el siglo XI. El nuevo señor construyó una residencia dentro de esta zona boscosa, conocida como Forêt de l'Avranchin o Bois-Baudouin. El cementerio actual, de forma circular, podría ser el sitio de esta residencia. Luego, grupos de campesinos se fueron ubicando alrededor de la casa señorial y colonizaron sus alrededores.
En 1210 se certifica la existencia de una iglesia. En el siglo XIV, La Chaise-Baudouin depende del señorío de Val-de-Sée, cuyo castillo se encuentra en Tirepied. Durante las Guerras de Religión, la parroquia, así como toda Avranchin, fue saqueada por las tropas del capitán protestante Gabriel I de Montgomery. Tras los disturbios de la revuelta de Va-nu-pieds (1639), el pueblo recupera cierta estabilidad. En 1760 la parroquia tuvo ciento cuarenta y tres incendios.
Durante la Revolución Francesa la iglesia de Saint-Ouen estuvo cerrada al culto, mientras los habitantes del pueblo llevaron a cabo numerosas acciones contra el poder republicano.

## Demografía
La evolución del número de habitantes se conoce a través de los censos de población que se realizan en el municipio desde 1793. En la actualidad, desde 2006, las poblaciones legales de los municipios son publicadas anualmente por el Insee. El censo se basa ahora en una recopilación anual de información sucesiva sobre todos los territorios municipales, en períodos de cinco años. Para los municipios de menos de 10 000 habitantes, cada cinco años se realiza un censo que cubre a toda la población, estimándose las poblaciones legales de los años intermedios por interpolación o extrapolación. Para el municipio, el primer censo exhaustivo incluido en el nuevo sistema se realizó en 2007.
En 2017 la ciudad tenía 471 habitantes Nota 2, un 2,69% menos que en 2012 (Manche: -0,49%, Francia excluyendo Mayotte: + 2,36%).
| 523 | 486 | 426 | 452 | 439 | 396 |
| Para los censos de 1962 a 1999 la población legal corresponde a la población sin duplicidades (Fuente: INSEE [Consultar]) |     |     |     |     |     |